# مانسايلاس
بلدية مانسايلاس (بالإسبانية: Manciles)‏, هي إحدى بلديات مقاطعة برغش, التي تقع في منطقة قشتالة وليون, والتي تقع في شمال غرب إسبانيا.
يبلغ عدد سكانها 40 نسمة وفقاً لإحصائية سنة (2002).